# Solrosolja

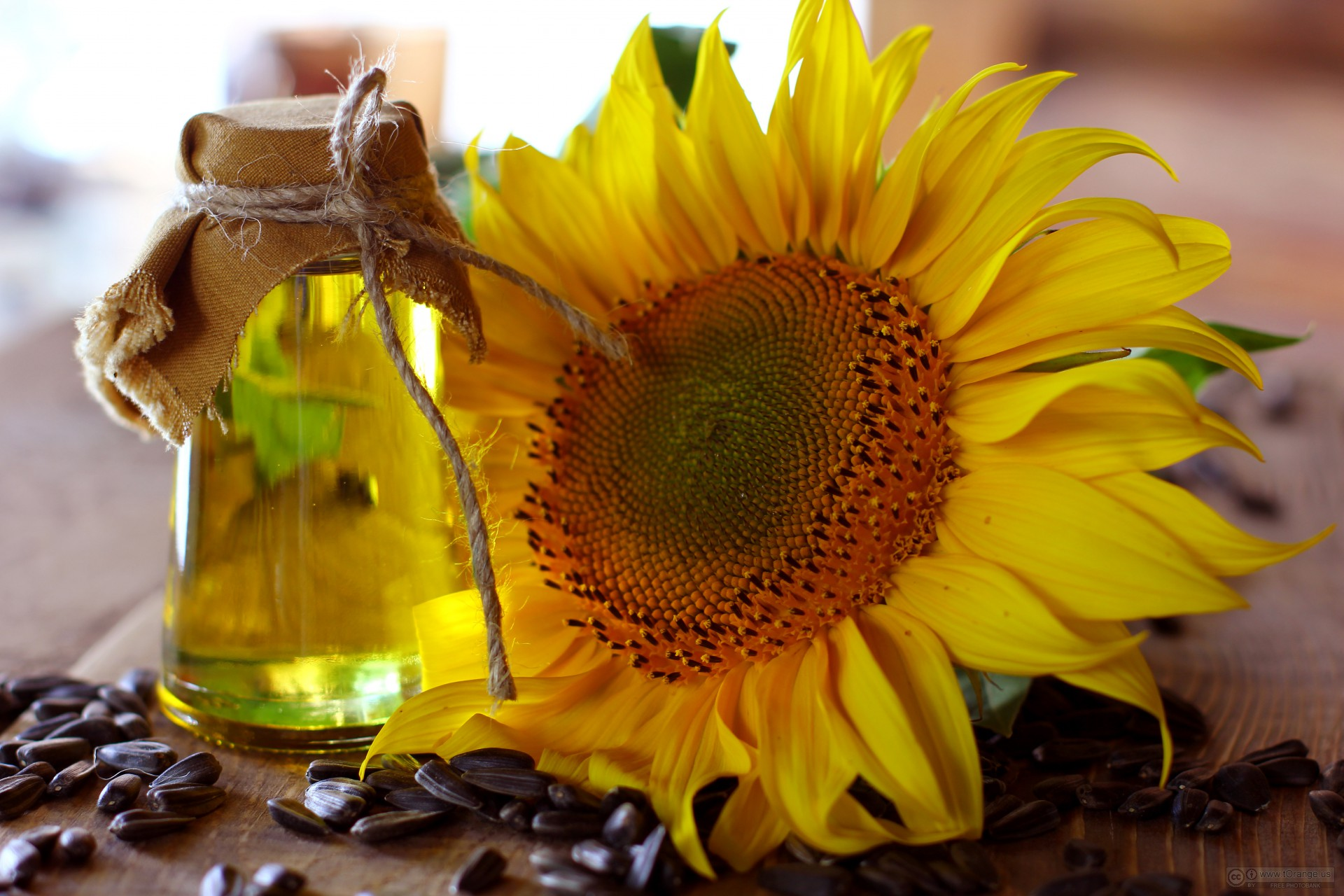
Solrosolja

Solrosolja är en vegetabilisk olja man får genom att pressa solrosfrön (kallpress). Solrosolja i butik har oftast extraherats genom varmpress och kemisk raffinering, där man använder hexan som lösningsmedel för att utvinna oljan.

## Egenskaper
Solrosoljan är en fet, torkande olja och har en neutral lukt och smak. Den är ljusgul till färgen och löslig i kloroform, bensen eller eter.
I varmt tillstånd är den klar men vid lägre temperaturer oklar genom utfällda vaxarter, som kan frånfiltreras. Den är relativt tunnflytande och hör till de långsammast torkande oljorna. Den stelnar vid −17 °C till en vitgul massa.
Solrosoljan utgörs huvudsakligen av triglycerider bestående av 4–9 % palmitinsyra, 1–7 % stearinsyra, 14–40 % oljesyra och 48–74 % linolsyra. Oljans fettinnehåll är, beroende på oljans typ och kvalitet ca 10 % mättat fett, 20–85 % enkelomättat fett och 4–66 % fleromättat fett.

## Användning
Solrosolja är en av de vanligaste formerna av matolja, men den används även för margarintillverkning och det är fullt möjligt att använda den även som smörjolja och/eller bränsle.
Den råa oljan används huvudsakligen för tvåltillverkning. Resterna efter pressningen kallas solroskakor och används som kreatursfoder.